# Owady Belgii
Owady Belgii, entomofauna Belgii – ogół taksonów stawonogów z gromady owadów (Insecta), których występowanie stwierdzono na terytorium Belgii. Liczba gatunków owadów wykazanych z tego kraju wynosi około 18,5 tysiąca.

## Błonkoskrzydłe(Hymenoptera)
W Belgii stwierdzono ponad 5 tysięcy gatunków.

## Chruściki(Trichoptera)
W Belgii stwierdzono 191 gatunków.

## Chrząszcze(Coleoptera)
W Belgii stwierdzono około 4,5 tysiąca gatunków.

## Jętki(Ephemeroptera)
W Belgii stwierdzono 65 gatunków.

## Karaczany(Blattodea)
W Belgii stwierdzono 9 gatunków:
- rodzina: Blaberidae
  - Pycnocelus surinamensis – karaczan surinamski
- rodzina: karaczanowate (Blattidae)
  - Blatta orientalis – karaczan wschodni
  - Periplaneta americana – przybyszka amerykańska
- rodzina: prusakowate (Blattellidae)
  - Blattella germanica – karaczan prusak
  - Ectobius lapponicus – zadomka polna
  - Ectobius pallidus
  - Ectobius panzeri
  - Ectobius sylvestris – zadomka leśna
  - Supella longipalpa

## Motyle(Lepidoptera)
W Belgii stwierdzono około 2,4 tysiąca gatunków.

## Muchówki(Diptera)
W Belgii stwierdzono ponad 5,1 tysiąca gatunków.

## Nogoprządki(Embioptera)
W Belgii stwierdzono tylko jeden gatunek z rodziny Teratembiidae:
- Diradius intricatus

## Pchły(Siphonaptera)
W Belgii stwierdzono 50 gatunków.

## Pluskwiaki(Hemiptera)
W Belgii stwierdzono ponad 1,1 tysiąca gatunków.

## Prostoskrzydłe(Orthoptera)
W Belgii stwierdzono 61 gatunków.

### Prostoskrzydłe długoczułkowe(Ensifera)

#### Mrowiszczakowate(Myrmecophilidae)
W Belgii tylko 1 gatunek:
- Myrmecophilus acervorum – mrowiszczak mrówkomirek

#### Pasikonikowate(Tettigoniidae)
W Belgii stwierdzono 19 gatunków:
- Barbitistes constrictus – opaślik sosnowiec
- Conocephalus discolor
- Conocephalus dorsalis – miecznik łąkowy
- Decticus verrucivorus – łatczyn brodawnik
- Ephippiger ephippiger – siodlarka stepowa
- Gampsocleis glabra – stepówka nadnidziańska
- Leptophyes albovittata – wątlik prążkowany
- Leptophyes punctatissima – wątlik charłaj
- Meconema meridionale – nadrzewek południowy
- Meconema thallasinum – nadrzewek długoskrzydły
- Metrioptera brachyptera – podłatczyn krótkoskrzydły
- Metrioptera bicolor – podłatczyn dwubarwny
- Phaneroptera falcata – długoskrzydlak sierposz
- Pholidoptera griseoaptera – podkrzewin szary
- Platycleis albopunctata – podłatczyn białoplamy
- Polysarcus denticauda – grubosz bezskrzydły
- Roeseliana roeselii – podłatczyn Roesela
- Tettigonia cantans – pasikonik śpiewający
- Tettigonia viridissima – pasikonik zielony

#### Śpieszkowate(Rhaphidophoridae)
W Belgii tylko 1 gatunek:
- Diestrammena asynamora – śpieszek cieplarniany

#### Świerszczowate(Gryllidae)
W Belgii stwierdzono 7 gatunków:
- Acheta domesticus – świerszcz domowy
- Gryllodes sigillatus
- Gryllus assimilis – świerszcz kubański
- Gryllus bimaculatus – świerszcz śródziemnomorski
- Gryllus campestris – świerszcz polny
- Nemobius sylvestris – piechotek leśny
- Oecanthus pellucens – nakwietnik trębacz

#### Turkuciowate(Gryllotalpidae)
W Belgii tylko 1 gatunek:
- Gryllotalpa gryllotalpa – turkuć podjadek

### Prostoskrzydłe krótkoczułkowe(Caelifera)

#### Szarańczowate(Acrididae)
W Belgii stwierdzono 27 gatunków:
- Anacridium aegyptium – szarańcza egipska
- Bryodemella tuberculatum – brodawnica brodawkowana
- Chorthippus albomarginatus – konik wszędobylski
- Chorthippus apricarius – konik ciepluszek
- Chorthippus biguttulus – konik pospolity
- Chorthippus binotatus
- Chorthippus brunneus – konik brunatny
- Chorthippus dorsatus – konik osiodłany
- Chorthippus mollis – konik sucholubny
- Chorthippus vagans – konik leśny
- Chrysochraon dispar – złotawek nieparek
- Euchorthippus declivus
- Euthystira brachyptera – złotawiec krótkoskrzydły
- Gomphocerippus rufus – mułek buławkowaty
- Locusta migratoria – szarańcza wędrowna
- Mecostethus parapleurus – naboczeń bagienny
- Myrmeleotettix maculatus – pałkowiak plamisty
- Oedipoda caerulescens – siwoszek błękitny
- Omocestus haemorrhoidalis – skoczek szary
- Omocestus rufipes – skoczek zmienny
- Omocestus viridulus – skoczek zielony
- Pseudochorthippus montanus – konik długopokładełkowy
- Pseudochorthippus parallelus – konik wąsacz
- Psophus stridulus – trajkotka czerwona
- Sphingonotus caerulans – przewężek błękitny, przewężek niebieskawy
- Stenobothrus lineatus – dołczan wysmukły
- Stenobothrus stigmaticus – dołczan deresz
- Stethophyma grossum – napierśnik torfowiskowy

#### Skakunowate(Tetrigidae)
W Belgii stwierdzono 5 gatunków:
- Tetrix bipunctata – skakun dwuplamek
- Tetrix ceperoi
- Tetrix subulata – skakun szydłówka
- Tetrix tenuicornis – skakun cienkoczułki
- Tetrix undulata – skakun fałdowany

## Przerzutki(Archeognatha)
W Belgii stwierdzono 5 gatunków:
- rodzina: Machilidae
  - Dilta hibernica
  - Lepismachilis y-signata
  - Machilis germanica
  - Petrobius brevistylus
  - Trigonophthalmus alternatus

## Rybiki(Zygentoma)
W Belgii stwierdzono 5 gatunków:
- rodzina: rybikowate (Lepismatidae)
  - Acrotelsa collaris
  - Ctenolepisma longicaudatum
  - Gastrotheus sumatranus
  - Lepisma saccharina – rybik cukrowy
  - Thermobia domestica – rybik piekarniczy

## Sieciarki(Neuroptera)
W Belgii stwierdzono 59 gatunków.

## Skorki(Dermaptera)
W Belgii stwierdzono 6 gatunków:
- rodzina: skorkowate (Forficulidae)
  - Apterygida media
  - Chelidurella acanthopygia – kikutniczka pospolita
  - Chelidurella guentheri
  - Forficula auricularia – skorek pospolity
- obcężnicowate (Labiduridae)
  - Labidura riparia – obcążnica nadbrzeżna
- kleszczankowate (Spongiophoridae)
  - Labia minor – kleszczanka

## Wachlarzoskrzydłe(Strepsiptera)
W Belgii stwierdzono 7 gatunków:
- rodzina: Elenchidae
  - Elenchus tenuicornis
- rodzina: Halictophagidae
  - Halictophagus curtisi
  - Halictophagus silwoodensis
  - Halictoxenos sp.
  - Halictoxenos tumulorum
- rodzina: Stylopidae
  - Stylops melittae
- rodzina: Xenidae
  - Pseudoxenos heydeni
  - Xenos vesparum

## Ważki(Odonata)
W Belgii stwierdzono 75 gatunków.

## Wciornastki(Thysanoptera)
W Belgii stwierdzono 280 gatunków.

## Widelnice(Plecoptera)
W Belgii stwierdzono 31 gatunków, w tym:
- rodzina: kusoszczetkowate (Taeniopterygidae)
  - Brachyptera braueri
  - Brachyptera risi
  - Brachyptera trifasciata
  - Oemopteryx loewii
  - Taeniopteryx nebulosa
- rodzina: nieszczetowate (Nemouridae)
  - Amphinemura standfussi
  - Amphinemura sulcicollis
  - Nemoura avicularis
  - Nemoura cambrica
  - Nemoura cinerea
  - Nemoura dubitans
  - Nemoura marginata
  - Nemurella pictetii
  - Protonemura lateralis
  - Protonemura meyeri
  - Protonemura nitida
- rodzina: sfałdkowate (Leuctridae)
  - Euleuctra geniculata
  - Leuctra fusca
  - Leuctra nigra
- rodzina: szczetnicowate (Chloroperlidae)
  - Chloroperla tripunctata
  - Dicropteryx sp.
  - Isogenus nubecula
  - Isoperla grammatica
  - Isoperla obscura
  - Isoptena serricornis
  - Isopteryx – 5 gatunków
  - Perlodes microcephala
  - Siphonoperla burmeisteri
  - Siphonoperla torrentium
  - Xanthoperla apicalis
- rodzina: widelnicowate (Perlidae)
  - Dinocras cephalotes
  - Marthamea selysii
  - Perla burmeisteriana

## Wielbłądki(Raphidioptera)
W Belgii stwierdzono 6 gatunków:
- rodzina: Inocelliidae
  - Inocellia crassicornis
- rodzina: wielbłądkowate (Raphidiidae)
  - Atlantoraphidia maculicollis
  - Phaeostigma notata – wielbłądka pospolita
  - Raphidia ophiopsis
  - Subilla confinis
  - Xanthostigma xanthostigma

## Wielkoskrzydłe(Megaloptera)
W Belgii stwierdzono 3 gatunki, wszystkie z rodziny żylenicowatych (Sialidae):
- Sialis lutaria – żylenica nadwodna
- Sialis fuliginosa – żylenica pospolita
- Sialis nigripes

## Wojsiłki(Mecoptera)
W Belgii stwierdzono 6 gatunków:
- rodzina: pośnieżkowate (Boreidae)
  - Boreus hyemalis – pośnieżek zimowy
- rodzina: wojsiłkowate (Panorpidae)
  - Aulops alpina
  - Panorpa cognata
  - Panorpa communis – wojsiłka pospolita
  - Panorpa germanica
  - Panorpa hybrida
  - Panorpa vulgaris